# Юусо Ріксман
Юусо Ріксман (фін. Juuso Riksman; 1 квітня 1977, м. Гельсінкі, Фінляндія) — фінський хокеїст, воротар. 
Вихованець хокейної школи ЕПС. Виступав за «Хермес» (Коккола), ГІФК (Гельсінкі), МОДО, ХК «Аллеге», «Ільвес» (Тампере), «Ессят» (Порі), «Йокеріт» (Гельсінкі), «Пеорія Рівермен» (АХЛ), «Фер'єстад» (Карлстад), «Локомотив» (Ярославль), «Кієкко-Вантаа» та Пустерталь.
В чемпіонатах Фінляндії — 262 матчі, у плей-оф — 48 матчів.
У складі національної збірної Фінляндії учасник чемпіонату світу 2009 (1 матч).
Досягнення
- Чемпіон Фінляндії (2011), срібний призер (2006, 2007).